# Wladislaus Dopierala
Wladislaus Dopierala (ur. 10 września 1889, zm. 22 października 1948 w Landsberg am Lech) – zbrodniarz hitlerowski, członek załogi obozu koncentracyjnego Mauthausen-Gusen i SS-Rottenführer.
Z zawodu był górnikiem. Pełnił służbę od maja do października 1940 jako strażnik w Gusen. 13 sierpnia 1940 miał miejsce w Gusen karny apel w związku z ucieczką polskiego więźnia. Wszyscy polscy więźniowie zostali zgromadzeni na placu apelowym. Apel trwał trzy dni i noce. W tym czasie Polacy byli okrutnie katowani przez esesmanów za pomocą biczy. Dopierala szczególnie znęcał się wówczas nad więźniami, wielu z nich zamordował. Około 400 Polaków zmarło na skutek tortur zadawanych im przez esesmanów.
Dopierala został za swoje zbrodnie osądzony w dniach 23–26 października 1947 przez amerykański Trybunał Wojskowy w Dachau. Skazano go na karę śmierci przez powieszenie i stracono w więzieniu Landsberg w październiku 1948.